# Монастир капуцинів (Олесько)
Колишній монастир капуцинів — пам'ятка архітектури пізнього бароко і рококо в містечку Олесько (тепер Львівська область, Золочівський район).

## Історія створення

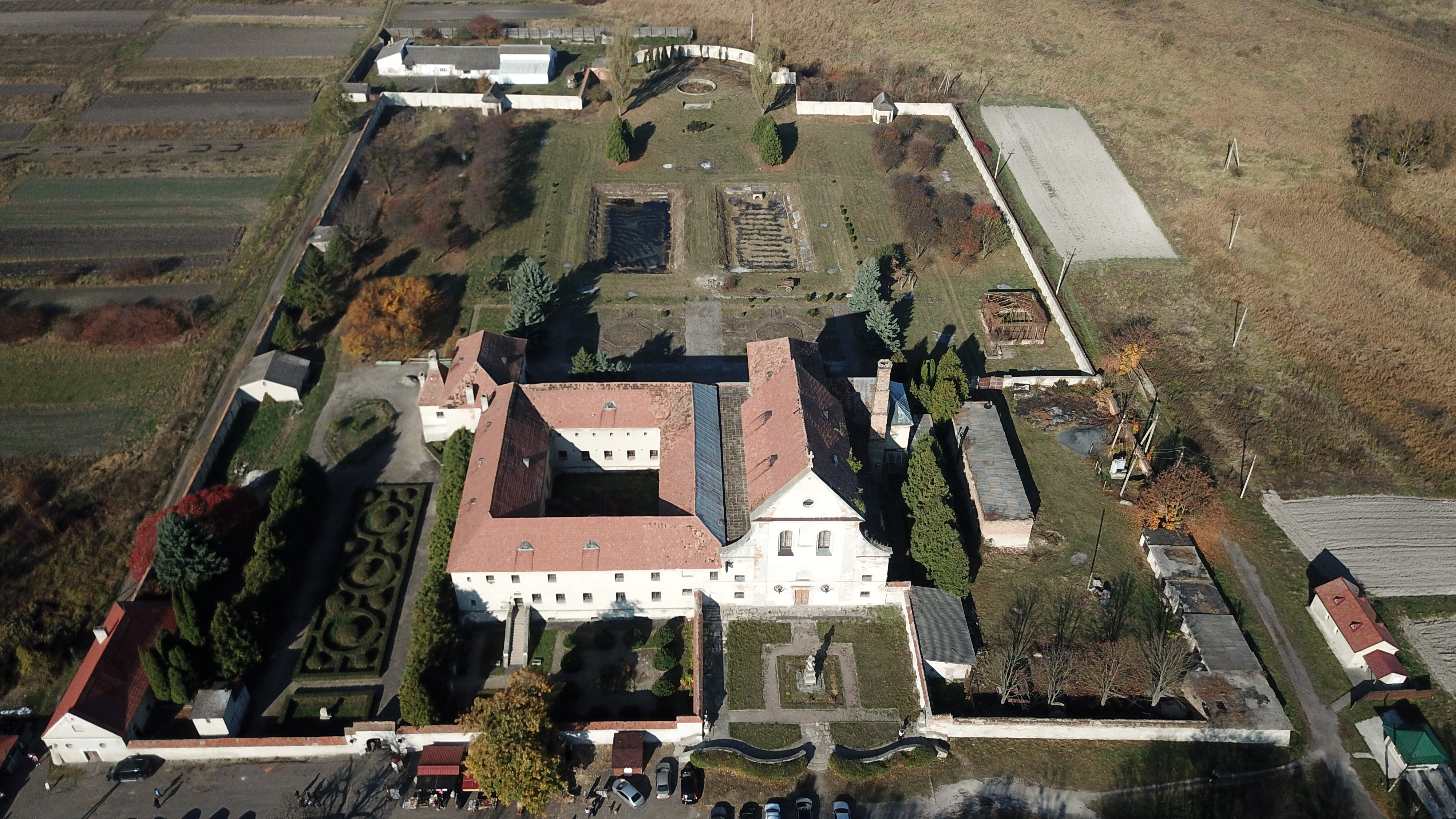
Вигляд з неба, фото 2019 року

Доля монастиря тісно пов'язана із історією замку в Олеську, що наприкінці XVII століття все більше втрачав фортифікаційно-захисну функцію і перетворювався власниками на палацову споруду.
З 1716 року замком володіє син короля Яна III — Якуб Людвік. 1719 року він продав споруду Станіславу Матеушу Жевуському. Його син, волинський воєвода Северин Юзеф Жевуський перетворює замок на розкішну резиденцію. С. Ю. Жевуський закладає також в Олеську монастир оо. капуцинів в другій третині XVIII століття.
Нові часи і нові моди вплинули і на смаки очільників монастиря капуцинів. Навіть ченці воліли краси помешкань та середовища. Будівництвом костелу та монастиря керував подільський архітектор о. Анджей з Шидлівців (пол. Andrzej z Szydłowiec, він же Мартин Добравський). Проект передбачав створення костелу, корпусу келій та саду бароко зі ставками.
Коштів на побудову монастиря не жаліли, тому він, по своїй красі та оздобленню, виявився найкращим поміж всіх монастирів ордену оо. капуцинів тодішньої Польщі. Костел було оздоблено гарними, масивними скульптурними композиціями, як зовні костелу, так і з середини нього, до бібліотеки завезено значну кількість вартісних книг богословської, філософської та медичної тематики. Також на території монастиря було створено два ставки для розведення риби, також був третій ставок, але вже поза межами монастиря.
Для увічнення пам'яті за засновниками монастиря — Северина Йосифа та Антоніни з Потоцьких-Жевуських, назвали свій осередок «Конвентом св. Йосифа та св. Антоніни» та заснували при монастирі богословську школу для молоді.

## Опис
Монастирський комплекс орієнтований по осі схід-захід. Головний вхід до костелу орієнтований на захід. Комплекс оточений кам'яним муром до трьох метрів заввишки і з брамою без кутових веж.
Суворий фасад костелу під трикутним фронтоном нагадує, що це не палац, а таки монастир. Тому й небагаті оздоби фасаду, пласкі пілястри та ніші, прості й аскетичні. Лише великий розмір споруди робить костел головною частиною комплексу. За вівтарем-капітул — місце спілкування ченців. З півдня до костелу прилягає чотирикутний корпус келій з внутрішнім подвір'ям. Далі розташовувались трапезна, кухня з власним колодязем.
Майже триметрова стіна охоплює двір перед костелом та за ним. Стримане, пізнє бароко тут забуло про стриманість і прикрасило двір п'ятьма капличками, статуями святих та садом бароко, партери з лікарськими рослинами, два барокових басейни з водою, городина та фруктовий садочок. Рослини вистригали фігурно, що нагадувало замкові парки десь у Чехії або Австрії.
Корпус келій — двоповерховий, цегляний, потинькований. Споруда прямокутна за поземним планом, система — коридорна з однобічним розташуванням келій. Приміщення першого поверху перекриті хрещатими склепіннями. Кухня має окрему споруду і сполучена з корпусом келій.
1 січня 1755 року в Олеському замку помирає його власник Северин Юзеф Жевуський. Тіло померлого було перенесене до каплиці монастиря капуцинів, де пролежало аж до поховання в крипті костелу, яке відбулося 21 квітня 1755 року. 1763 року біля нього була похована дружина коронного гетьмана Вацлава Жевуського — Ганна Любомирська.
1765 року помирає настоятель монастиря о. Клеменс з Кракова (в миру — Францішек Григельський), котрий тривалий час служив при дворі польського короля Станіслава Лещинського в Лотарингії, пізніше був настоятелем монастиря в Куткорі, там захворів та був перевезений до Олеська, де керував монастирем капуцинів до самої своєї смерті та був похований в крипті костелу Св. Антонія. Того ж року до Олеська прибуло 60 отців-капуцинів, які представляли капітулу ордену оо. капуцинів, обрали капітулярного вікарія, який під патронатом капітули, здійснював керування єпархією.
1768 року помирає о. Мартин Добравський, котрий свого часу керував будівництвом монастиря і костелу та був похований на цвинтарі колишнього монастиря.
Близько 1769 року в монастирі помер на той час відомий авантюрист Марцін Поляновський — син власника одного з сіл в околицях Коломиї.

## Монастир під австрійським управлінням
Ще 1765 року капуцинам було наказано виїхати з Олеська. Ця подія спричинила велике спустошення, занепад монастиря та костелу, з якого було зроблено магазин збіжжя. Найкоштовніші образи з монастиря було продано, а інші — викрадено. Найбільший дзвін з дзвіниці костелу продано євреям. Монастир залишений майже усіх оздоблень та у 1785 році, за наказом австрійського уряду, перетворений на військовий шпиталь. Значної шкоди було завдано розпису костелу, що використовувався не за призначенням. Знищено було образи Св. Лукреція, бернардинця та образ Воскресіння Св. Петра, пензля відомого маляра Шимона Чеховича.
Бібліотека колишнього монастиря зникла безслідно. Їх було дві, богословська та аптекарська про лікувальні рослини. Навіть тіла померлих було викопано та винесено з крипти костелу. Тіла засновника монастиря Северина Жевуського та дружини його брата Вацлава були перепоховані в каплиці Розп'яття Ісуса Христа латинського парафіяльного костелу.
Незабаром після цієї події цісар ерцгерцогства Австрійського, королівства Богемського та Угорського, королівства Галичини та Володимерії Йосиф II, їдучи до Бродів, відвідав монастир в Олеську та довідавшись про те, що з монастиря зроблено лазарет, наказав лазарет перенести у інше місце, а монастир з костелом повернути капуцинам. Вже 30 січня 1788 року сюди почали прибувати капуцини з різних монастирів. Австрійським урядом було виділено аванс у розмірі 12 тисяч золотих ринських на відновлення знищених будівель. Першим настоятелем, знов відновленого монастиря став Гонорат Чурило.
1806 року, під час пожежі, обвалилося склепіння, згоріла одна з двох каплиць, пошкоджені дзвіниця та будинок пароха латинського костелу. Парафіяни згорілого костелу перейшли до капуцинів, а настоятелю та вікарію виділили окреме помешкання на території монастиря.

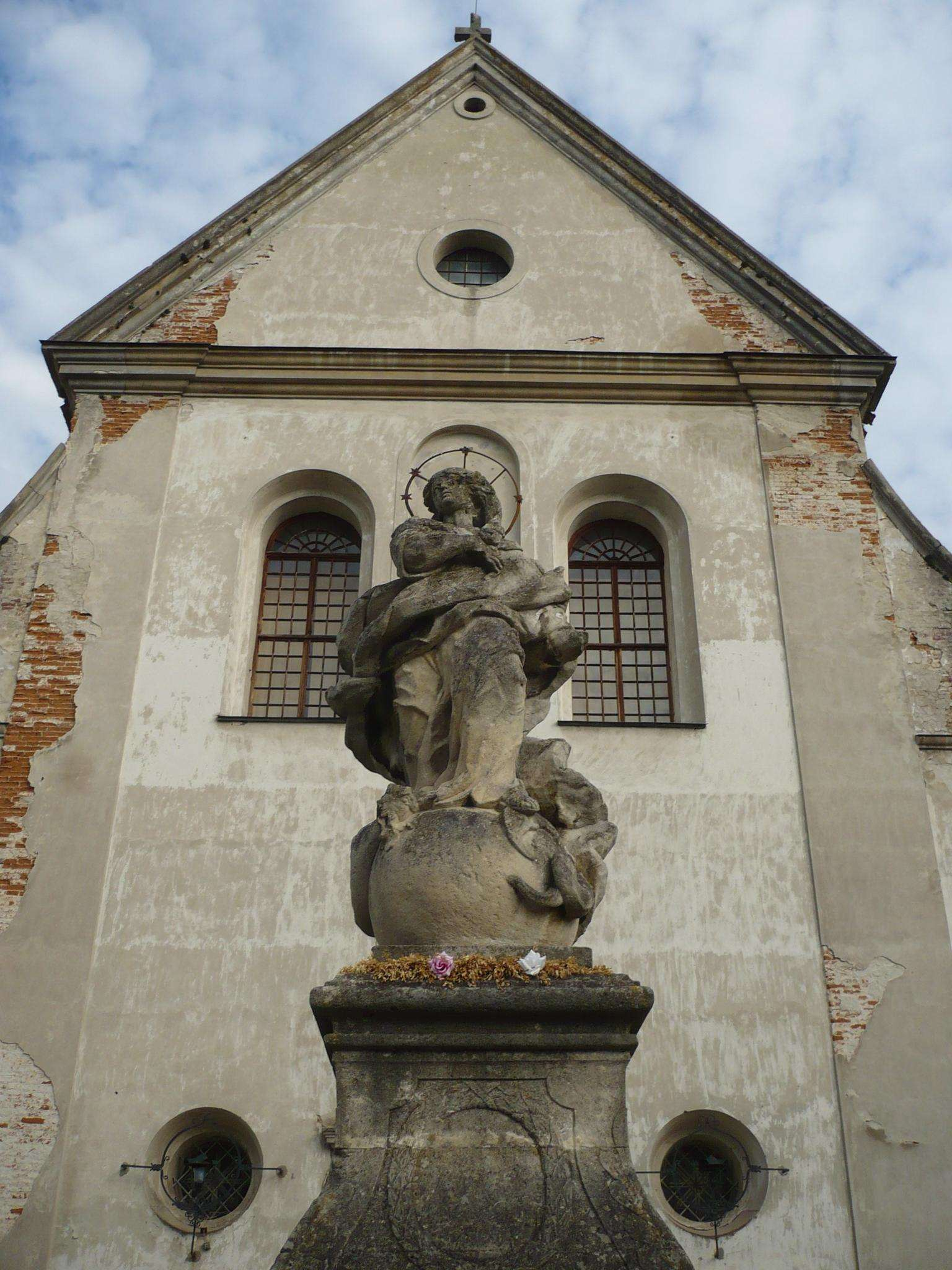
Богородиця
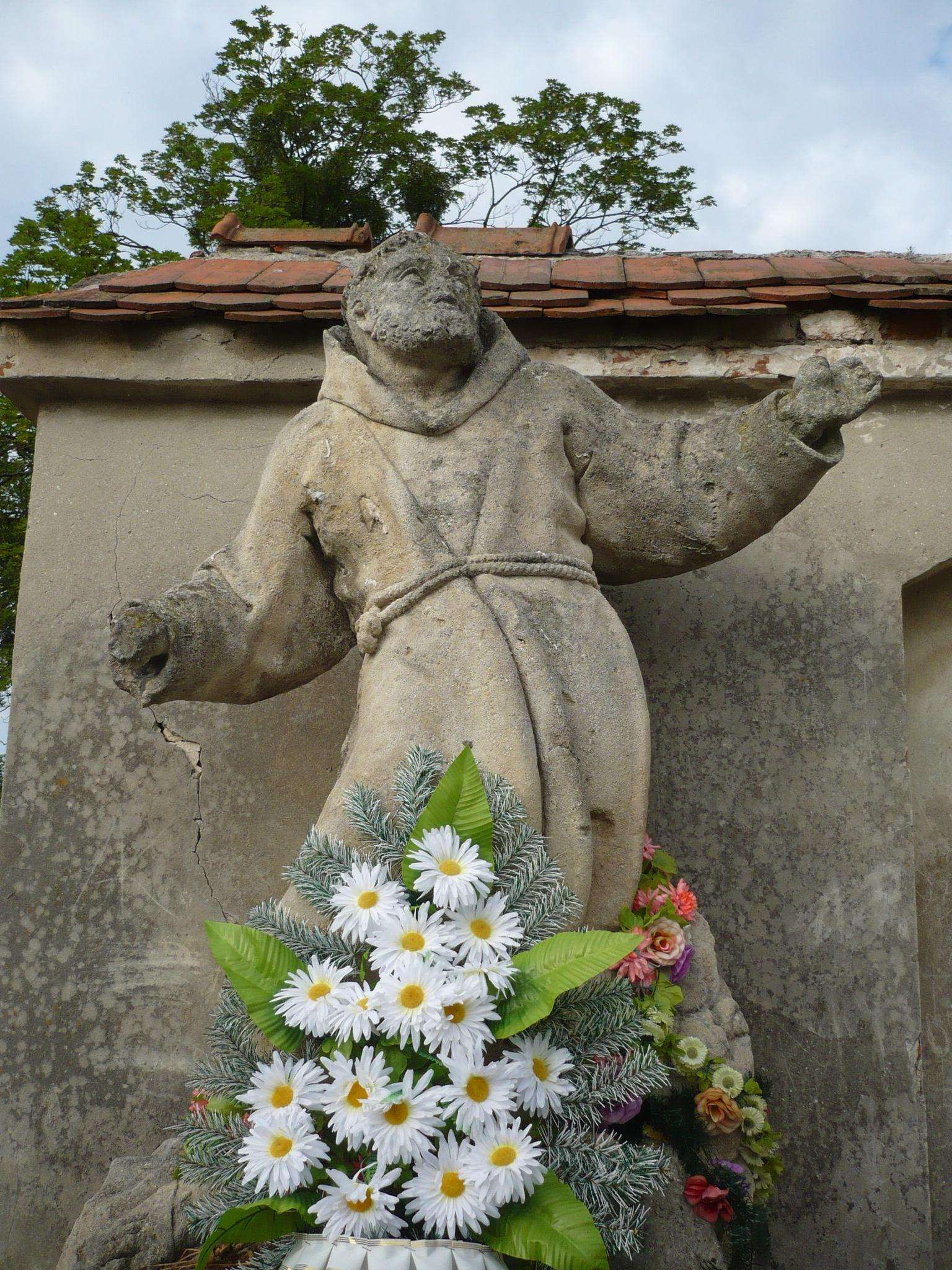
Антоній Падуанський
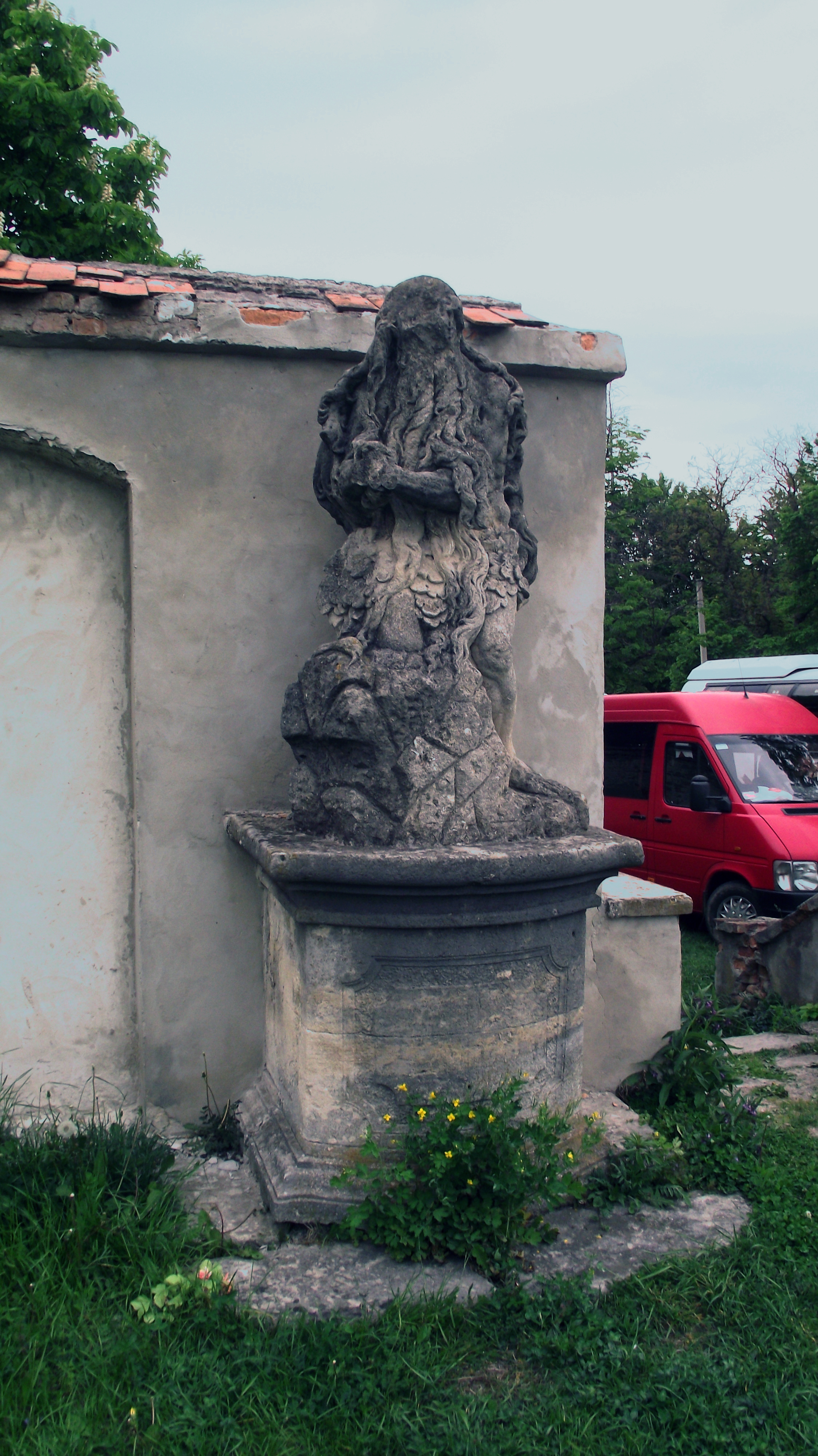
Анахорет (Святий Онуфрій ?)
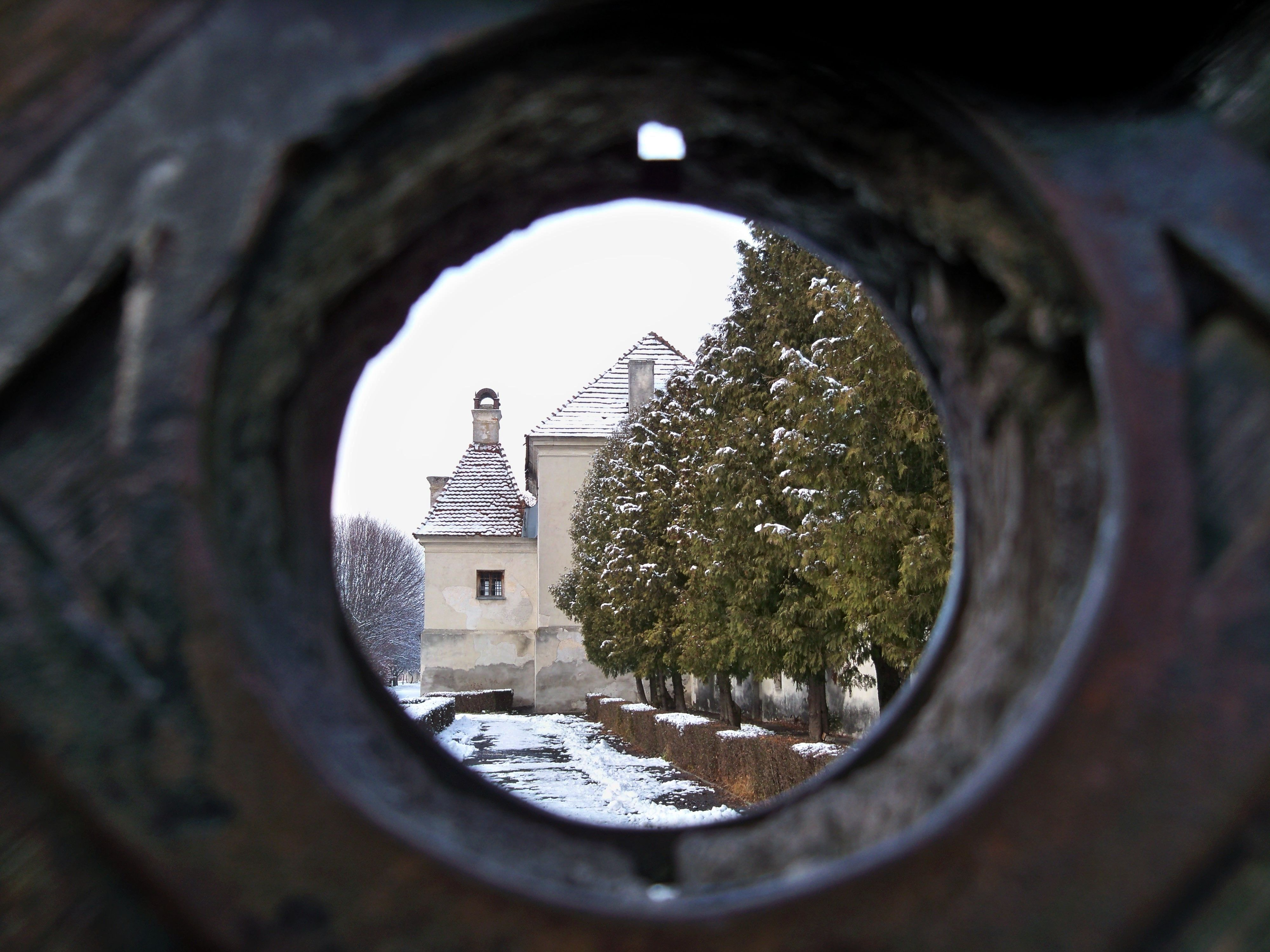
Капуцинський садок взимку
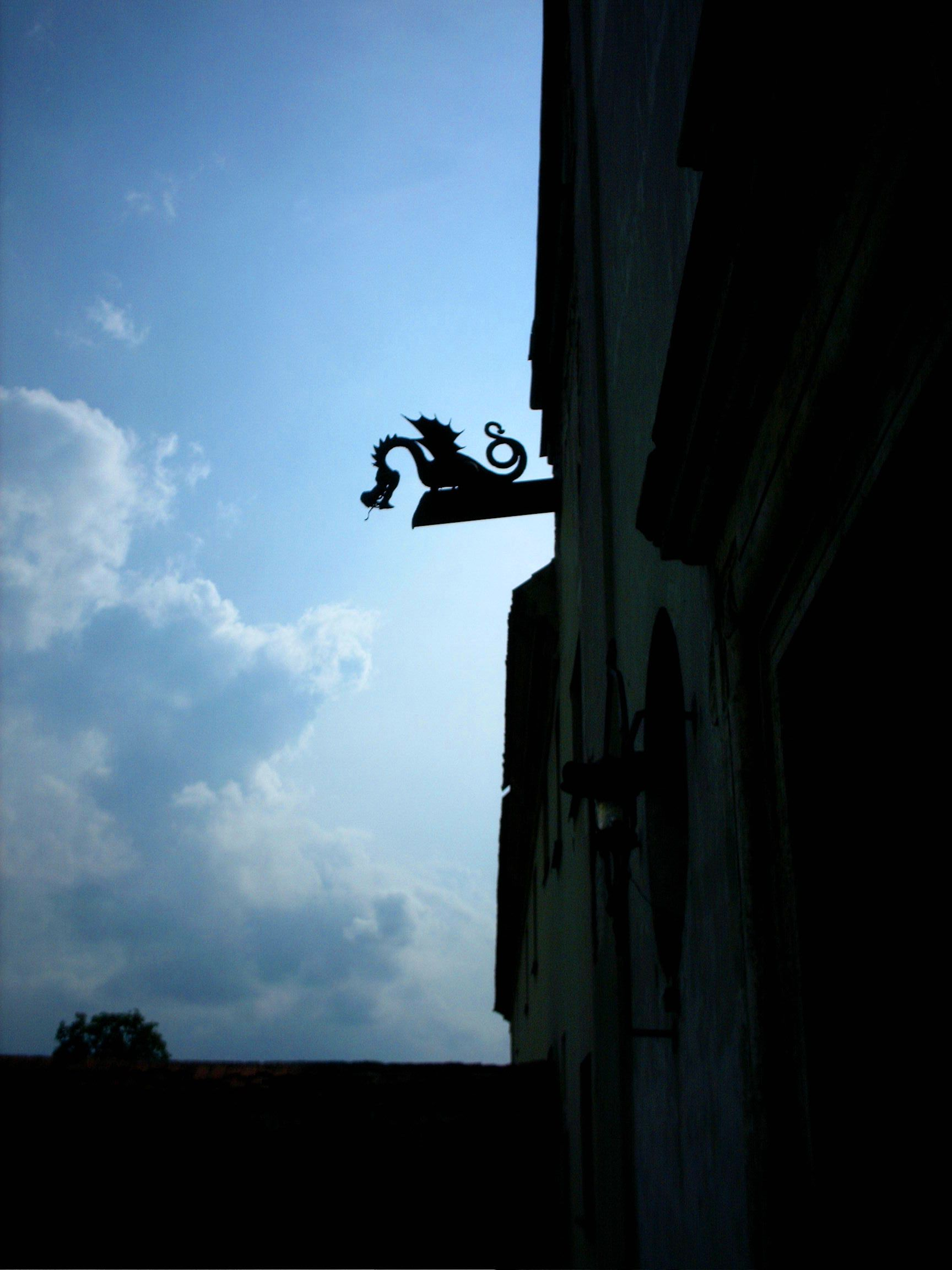
Дах монастиря та труба відовідведення

1808 року настоятель костелу капуцинів о. Юхновський переїхав до Львова, де був висвячений на каноніка. Капуцини утримували свою парафію ще до 1809 року, 1837-го капітула капуцинів виїхала з Олеська.
23 січня 1838 року, ввечері, в Олеську стався землетрус. Монастир під час поштовхів весь тріщав, а у деяких місцях потріскалися навіть масивні костельні мури.

## У ХХ столітті

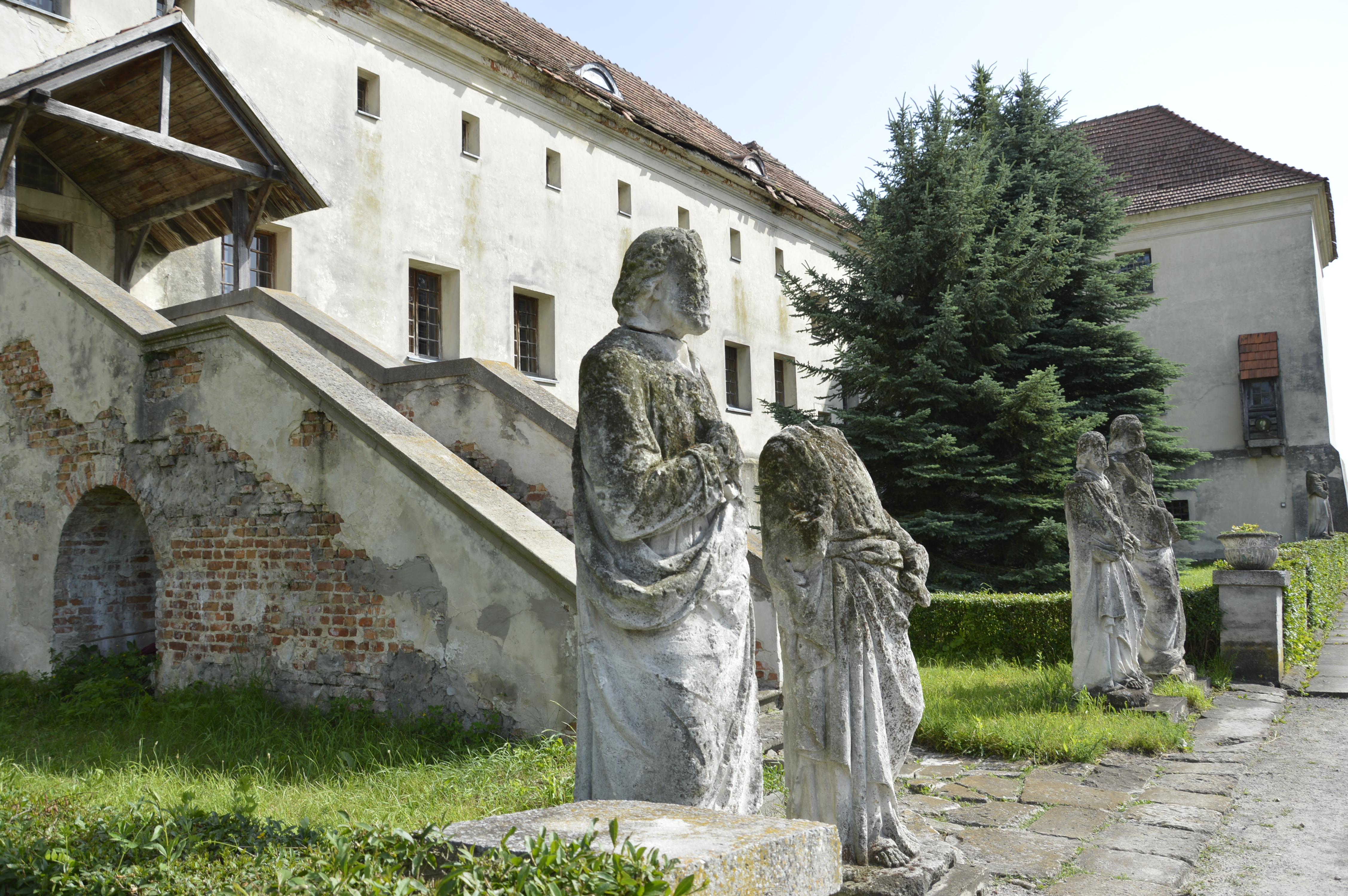
Садок капуцинського монастиря у Олеську

1939 року ці території відійшли до СРСР. 14 листопада 1939 року сільрада комуністів видала наказ про виселення ченців капуцинів. Монастир почали грабувати, а ченців розселили до себе віряни. Монастир капуцинів роками стояв пусткою.
Під час другої світової війни на території монастиря розташували концтабір. Монастир 1944 року при відступу немецьких загарбників було спалено, особливо постраждали дахи, хоча кам'яні склепіння витримали пожежу. Всі дерев'яні частини даху обвалилися. Найгіршим було те, що згорів головний вівтар монастирського костелу на втрачено орган.
Дахи поспіхом відновили з невідповідної деревини за часів СРСР. Все це заклало нову проблему, коли на початку січня 2020 року під час чергового буревію невідповідна деревина не витримала навантаження та близько сорока відсотків покрівлі (що спиралася саме на зовнішні мури костелу) обвалилося на склепіння. 
Після війни було відкрите профтехучилище, котре готувало спеціалістів — механізаторів сільськогосподарських машин. В приміщенні монастиря зробили гуртожиток, що було заселено у 1961 році. Первісно гуртожиток для професійно-технічного училища планували розташувати в напівпоруйнованому олеському замку. В замку навіть встигли провести ремонтні роботи. Гуртожиток таки розмістили в приміщеннях колишнього капуцинського монастиря. Вивільнені приміщення колишнього замку наштовхнули на ідею його відносно повного відновлення та створення в ньому музею. За радянщини така ідея ніяк не могла сподобатись, тому відновлення замкових приміщень тривалий час приховували. Приміщення наче готували для розташування місцевого будинку відпочинку.
У 1970—1974 роках під керівництвом Бориса Возницького тривало відновлення замку як архітектурної пам'ятки, йому повернено вигляд періоду найбільшого розквіту — кінця XVIII століття.  1975 року був відкритий музей-заповідник «Олеський замок» і, як виявилося, необхідні були приміщення для зберігання великої кількості експонатів, врятованих Возницьким та музейниками з покинутих церков і монастирів. Піклуванням тодішнього директора Львівської картинної галереї Б. Г. Возницького, Львівська обласна рада ухвалила рішення про будівництво нового гуртожитку для студентів профтехучилища, а приміщення монастирського комплексу віддали Олеському замку під фондосховище.
1979 року монастир капуцинів перейшов у власність Львівської картинної галереї та використовується, як фондосховище цієї установи культури.
|                                         |                            |                       |                                  |                                      |
| «Загальний вигляд колишнього монастиря» | «Дахи монастиря з лелекою» | «Шлях біля монастиря» | Головний фасад костелу капуцинів | Кухня колишнього монастиря капуцинів |